# Marian Álvarez
Marian Álvarez (ur. 1 kwietnia 1978 w Madrycie) – hiszpańska aktorka filmowa, teatralna i telewizyjna. Laureatka Nagrody Goya dla najlepszej aktorki za rolę w filmie Tylko ja (2013) Fernando Franco. Kreacja ta przyniosła aktorce również Srebrną Muszlę dla najlepszej aktorki na MFF w San Sebastián oraz nominację do Europejskiej Nagrody Filmowej dla najlepszej aktorki.